# Камчатский государственный технический университет
Камчатский государственный технический университет (КамчатГТУ) — высшее учебное заведение в Петропавловске-Камчатском.

## История

### Военные и послевоенные годы
Историю КГТУ принято отсчитывать с момента основания в 1942 году Петропавловск-Камчатского морского рыбопромышленного техникума. Приказ Наркомрыбпрома СССР об организации техникума от 6 января 1942 года дошёл до Петропавловска только 20 января. В городе приступили к постройке учебных помещений и общежития для студентов. Первым зданием техникума стал деревянный дом на ул. Партизанской, 7, изначально возводившийся для нужд Камчатского отделения ВНИРО.
24 августа 1942 года директором техникума был назначен старший научный сотрудник Камчатского отделения ВНИРО кандидат биологических наук В. В. Абрамов.
Первые занятия в учебном заведении начались 1 октября того же года. В первом учебном году техникум имел три отделения: технологическое (ТО), судоводительское (СВО), судомеханическое (СМО); на каждом должны были учиться по 25 человек. Срок обучения в нём составлял четыре года.
В годы Великой Отечественной войны камчатская рыбная промышленность получила толчок к развитию: рыбный промысел перестал быть сезонным, рыбная ловля начала осуществляться с тралящих судов и не только вблизи берега, появились новые виды продукции и стали внедряться новые виды обработки и хранения рыбы в виде её заморозки. Порт Петропавловска был расширен и начала использоваться в качестве перевалочной базы для грузов из США и Канады. Главному пользователю природных ресурсов полуострова ― Акционерному Камчатскому обществу, потребовались новые квалифицированные кадры. Большинство преподавателей по совместительству были работниками управления АКО и его предприятий.
Учебный процесс сопровождался большими трудностями. Студентам не хватало бумаги, чтобы вести записи, отсутствовали наглядные пособия, недоставало кабинетов и лабораторий. По итогам первой сессии средняя успеваемость учащихся составила 3,4 балла. По словам самого директора, техникум «влачил жалкое существование». В октябре 1943 года в техникуме числились 162 человека, из них 74 юноши и 88 девушек. Закрылось отделение техники добычи ввиду малочисленности учащихся: многих призвали на службу. Однако открылась новая специальность: впервые на Камчатке началась подготовка бухгалтеров.
20 апреля 1944 года новым директором был назначен А. Я. Семавин. В. В. Абрамов вначале остался в должности преподавателя ихтиологии, а 11 октября 1944 года перешёл на работу в горком ВКП(б). В феврале 1945 года техникум переместился в новый учебный корпус, введённый в эксплуатацию, впрочем, с массой недоделок. Появилась своя столовая.
В 1946 г. техникум получил новое название: «Петропавловск-Камчатский морской рыбопромышленный техникум Министерства рыбной промышленности Восточных районов СССР».
К 1 июля 1946 года численность студентов составляла всего 140 чел. Студентам не предоставлялись отсрочки от армии, а многих отсеивали за неуспеваемость. Первый выпуск состоялся осенью 1946 года; до экзаменов были допущены трое студентов: ими были И. В. Вишняков, В. Н. Колесников и Б. С. Петухов. Все они родились в 1927 году.
В феврале 1952 года техникум был преобразован в военизированное Петропавловск-Камчатское мореходное училище (ПКМУ). После реорганизации студенты начали называться курсантами, а в преподавательский состав вошли офицеры.
В 1960 в училище началась подготовка радиоспециалистов и было открыто заочное отделение. Инженеров на Камчатке начали готовить ещё раньше, с 1957 года, когда в Петропавловске был открыт учебно-консультационный пункт Дальневосточного технического института рыбной промышленности и хозяйства (Дальрыбвтуз).
1 января 1987 года на базе Камчатского филиала Дальрыбвтуза было создано Петропавловск-Камчатское высшее инженерное морское училище (ПКВИМУ).

### Современный период
С 1 января 1991 года Петропавловск-Камчатское мореходное училище и Петропавловск-Камчатское высшее инженерное морское училище преобразованы в учебный комплекс «Петропавловск-Камчатское высшее морское училище» (ПКВМУ).
В 1997 году ПКВМУ было переименовано в КГАРФ (Камчатскую государственную академию рыбопромыслового флота). В 2000 году КГАРФ была переименована в КамчатГТУ (Камчатский государственный технический университет). Это имя учебное заведение сохраняет и поныне.
КамчатГТУ играет важную роль в реализации Стратегии социально-экономического развития Камчатского края до 2030 года. Правительство Камчатского края рассчитывает на организацию подготовки профессиональных кадров для судоремонта в крае на базе университета.
В соответствии с распоряжением правительства РФ от 13.12.2017г. № 2790-р в ФГБОУ ВО «Камчатский государственный технический университет» создана военная кафедра. В соответствии с Указом Президента от 26.01.2019г. № 18 военная кафедра при ФГБОУ ВО «Камчатский государственный технический университет» реорганизована в военный учебный центр. В октябре-декабре 2018 года проведен первый конкурсный отбор студентов университета для обучения на военной кафедре по программам военной подготовки сержантов, матросов запаса в количестве 94 обучающихся. 1 февраля 2019 года состоялось официальное торжественное открытие начала обучения по освоению программ военной подготовки сержантов и матросов запаса. 
В военном учебном центре при ФГБОУ ВО "КамчатГТУ" по соглашению с Министерством обороны РФ, могут осваивать  программы военной подготовки сержантов, матросов запаса и студенты двух других вузов региона:
- Камчатского государственного университета имени Витуса Беринга;
- Всероссийской академии внешней торговли Министерства экономического развития России (филиал г. Петропавловск-Камчатский).

## Структурные подразделения
- Факультет информационных технологий, экономики и управления
- Мореходный факультет
- Научно-образовательный центр
- Технологический факультет
- Факультет непрерывного образования
- Военный учебный центр при ФГБОУ ВО «КамчатГТУ»
- Колледж[4]